# 章傑
章傑（1909年—1958年8月23日），字微塵，浙江臨海人。

## 生平

### 早年經歷
章家世代書香，父親章山為當地仕紳，飽讀詩書，曾任職縣立教育局長及小學校長。章傑從小在父母栽培下，接受良好教育，加上他聰穎好學，在校成績優異，1923年自浙江省立第六中學畢業後，考取上海私立大夏大學。章傑僅唸兩年大學，因家道中落，經濟困難而輟學。另一方面，他在上海唸書時，經常目睹外國人欺凌中國人，因此投筆從戎，與當時嚮往革命救國之有志青年，南下廣州投考黃埔軍校，成為黃埔軍校第六期學生。期間正逢國民革命軍北伐，章傑與第六期師生亦隨軍參與，從廣州誓師一路打到底定北平。
北伐成功、中國統一後，國軍開始組建空軍，中央軍校開辦航空班，章傑對航空飛行感興趣，報名轉考航空班。當時政府提出航空救國口號，青年紛紛響應報考，經嚴格體檢篩選，章傑成為航空班第一期學生。他認真學習，完成各種飛行訓練，成績優異。他在中央航空學校（中央軍校航空班改制）第一期畢業。後來進入航校高級班第六期深造。
章傑先後擔任飛行員、飛行教官及分隊長。曾參與中原大戰、國共內戰及中國抗日戰爭等戰役。章傑在戰場上，多次冒險駕著飛機對敵軍陣地炸射，均完成上級賦予任務，功績卓著。為應付抗戰需要，航空委員會開辦電信員訓練班，任章傑為班主任，該訓練班培育許多優秀電信人員。此後章傑出任航空委員會通信處電信科科長、空軍第一路司令部科長、第五路司令部參謀長及航空委員會副處長。

### 中年經歷
1945年8月抗日戰爭勝利，章傑奉派擔任航空委員會上海地區司令部司令，負責接收日軍物資及國軍空運事宜。他為人操守清廉，認真負責，頗受好評。在完成接收任務後，先後出任空軍第二區司令及空軍總部第二署署長，專責國共作戰事宜。1949年章傑隨軍來台，因先前處理接收日軍物資表現出色，調任聯勤總司令部副參謀長。當時國軍各項軍事物資供應困難，章傑使國軍後勤補給作業正常通暢，因功獲頒勳章。
1958年，章傑因對作戰、後勤及教育等頗有經驗，遂調任金門防衛司令部少將副司令官，期借重其長才襄佐司令官胡璉。8月23日，解放軍突然猛烈砲擊金門，爆發震驚中外，長達44天之八二三戰役。解放軍在廈門、深江、圍頭、蓮河、大小磴等地雲集火砲340門無預警強力砲擊金門。下午6時30分，正當防衛部許多長官在太武山翠谷水上餐廳用餐及休息之際，突然遭到解放軍猛烈砲擊（解放軍依情報得知金門防衛司令部位置及作息時間），章傑與趙家驤兩位副司令官當場殉職，吉星文副司令官傷重送醫不治。翌年，追晉空軍中將。

## 家庭
章傑生前軍務繁忙，無法常伴家人，但總是教育子女說：「無論身分高低，都要將責任視為第一要務。」又常言：「捍衛國家安危是軍人天職，軍人隨時要有為國犧牲的準備。」
其女章靜如，嫁給李子庭。
其女章慈育，嫁給張永平。

## 紀念
章傑、趙家驤及吉星文等三位副司令官殉職後，蔣中正親自主持公祭，並以「氣壯山河」輓聯表彰其英勇成仁之精神，另給予明令褒揚，軍階各追晉一級。
金門明德公園的涼亭裡立有「吉星文、趙家驤、章傑將軍八二三戰役殉職紀念碑」。在臺灣台7甲線與馬當溪交會處，建有以他命名的「章傑橋」。